# Ренато Гуттузо
Ренато Гуттузо (італ. Renato Guttuso; 26 грудня 1911, Багерія біля Палермо, Сицилія — 18 січня 1987, Рим) — італійський художник ХХ століття. Малював сюжетні та історичні картини, портрети, пейзажі, натюрморти. Робив спроби в театрально-декораційному мистецтві. Займався гравюрою.

## Життєпис

### Роки на Сицилії
Народився на Сицилії в містечку неподалік Палермо. Походить з простої родини, батько був землеміром.
Перші художні навички отримав від місцевого ремісника. що розмальовував візки. Навчався в ліцеї та ходив на курси до художника — футуриста Піппо Ріццо.

### Навчання
Перебрався в Палермо, де вивчав юриспруденцію та класичну філологію в університеті міста.

### Переїзд на північ Італії
- У 1931 р. перебрався у Рим, потім у Мілан.
- У 1938 р. — один з засновників мистецького журналу «Корренте» та однойменної групи художників, що дотримувались антифашистських політичних поглядів.

Самостійно вивчав твори італійський футуристів, експресіоністів, Вінсента ван Гога, російського художника Дейнеки, Пікассо.
- З 1940 р. вступив до комуністичної партії Італії, що підживлювалася грошами Компартії СРСР, де головував Сталін.
- З 1943 р. в лавах італійських партизан.
- У 1946 р. по закінченні 2-ї світової війни ініціатор створення художнього об'єднання «Новий фронт мистецтва» на антифашистських засадах. Коли об'єднання розпалося, став головою тієї частини, що дотримувалась неореалістичних позицій в мистецтві та фігуративного живопису.
- У 1950 р. — перша персональна виставка митця пройшла в місті Лондон.
- У 1951 р. — лауреат премії Всесвітньої ради миру за серію малюнків " Gott mit uns! ". (Назва походить від гасла німецьких фашистів, серія має антифашистське спрямування, розкриваючи військові злочини нацистів.)

Радянський художник Корін Павло Дмитрович створив портрет Ренато Гуттузо. Пізніше портрет італійського митця придбав Державний Російський музей в Петербурзі для експонування в своїх залах.

### Смерть
Помер в Римі в січні 1987 р.

### Увічнення пам'яті

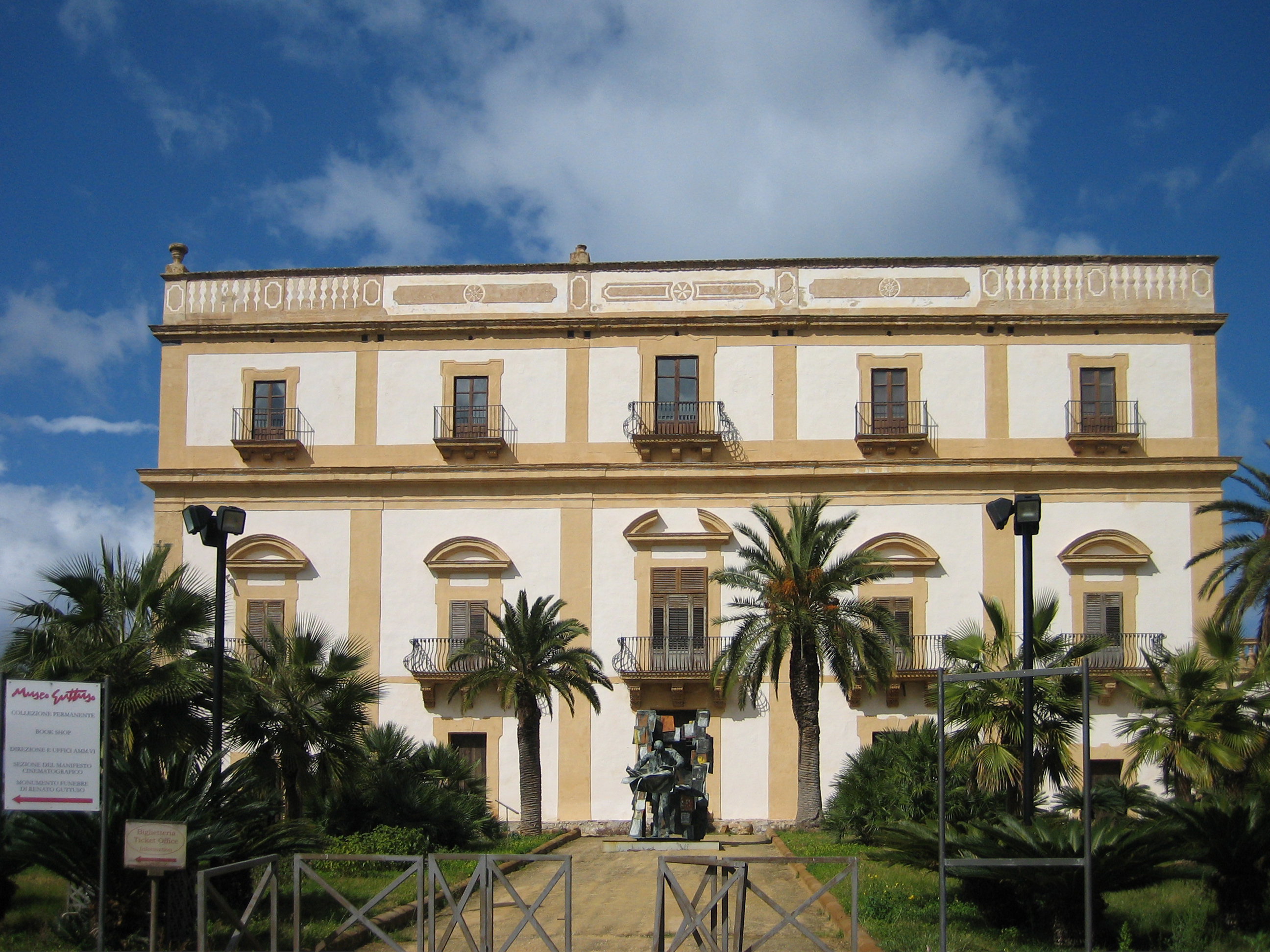
Музей Ренато Гуттузо

В містечку Багерія, де народився художник, створено музей Ренато Гуттузо в приміщеннях місцевої вілли Каттоліка.

### Періоди творчості
Умовно твори майстра поділені на періоди:
- Довоєнний (до 1940 року)
- Період антифашистського Спротиву
- Повоєнний період (1945 — 1949)
- Період неореалізму (1950—1959)
- Останній період (1960 — 1987).

### Перелік деяких творів
- Страта в полі, 1938
- Втеча з вулкану Етна, 1939
- Розп'яття Христа, 1942
- Серія малюнків " Gott mit uns! ", 1944
- Захоплення селянами Сицилії приватних незасіяних земель, 1848
- Італійські наймити, 1949
- Баталія біля мосту Амміральо, 1952
- Поклади сіри в Кортина д'Ампеццо, 1955
- Бугі-вугі у Римі, 1953
- Пляж, 1955
- Дівча з морозивом, 1958
- Жінка біля телефону, 1959
- Дискусія, 1960
- Рокко з сином, 1960
- Натовп, 1960
- Вихідний день калабрійського наймита в Римі, 1961
- Ван Гог несе відрізане вухо повіям
- Портрет батька Джоаккіно Гуттузо, 1966
- Космонавт Ю.Гагарін, 1968
- Автопортрет
- Поховання Тольятті, 1972
- Кафе «Греко», 1976
- Портрет Альберто Моравія, 1982
- Пейзаж